# 뤼샤오쥔
뤼샤오쥔(중국어 간체자: 吕小军, 정체자: 呂小軍, 병음: Lǚ Xiǎojūn, 한자음: 여소군, 1984년 7월 27일~)은 중화인민공화국의 역도 선수이다. 미들급에서 활동하고 있으며 2012년 하계 올림픽 금메달, 2016년 하계 올림픽 은메달, 2020년 하계 올림픽 금메달을 획득했다. 또한 세계 역도 선수권 대회에서 미들급 5회 우승을 달성했다.